# Aspettando i barbari (album)
| Recensione           | Giudizio |
| -------------------- | -------- |
| Rolling Stone Italia |          |
| Onda Rock            |          |
| Rockol               |          |
| Rockit               | positivo |
| SentireAscoltare     | (7.2/10) |
| Distorsioni          | (8/10)   |
| Storia della musica  |          |

Aspettando i barbari è il sesto album in studio del gruppo italiano Massimo Volume, pubblicato il 1º ottobre 2013 dall'etichetta discografica indipendente La Tempesta.
Debutta alla 26ª posizione nella classifica FIMI.

## Il disco
(Emidio Clementi)
La band ha definito l'album "fortemente autarchico" e rappresentante, dal punto di vista musicale, "una svolta netta rispetto al suono caldo e rigidamente analogico di Cattive abitudini". Per Emidio Clementi è "il disco più duro che abbiamo mai fatto", "un sasso scagliato contro una finestra".
L'album si caratterizza per il suono più elettronico rispetto ai precedenti lavori del gruppo e per le stratificazioni di chitarre, che secondo quanto affermato da Clementi sono una decina per traccia. Al contrario dei precedenti lavori del gruppo, le musiche sono state scritte prima dei testi, in cui Clementi ha scelto di utilizzate maggiormente la rima.
Il titolo dell'album richiama l'omonimo libro di John Maxwell Coetzee.

### Registrazione
L'album è stato registrato e mixato da Marco Caldera, il fonico del gruppo che si era occupato già dell'uscita precedente, lo split con i Bachi da Pietra. Le registrazioni e il missaggio sono avvenuti tra novembre 2012 e maggio 2013 presso i seguenti studi: il Red Carpet di Brescia (con la collaborazione di Lorenzo Caperchi), il Massimo Volume Home Studio di Bologna (dove Clementi ha registrato separatamente rispetto al gruppo le tracce vocali e il basso) e il Vacuum di Bologna (con la collaborazione dell'assistente di studio Bruno Germano). Al processo di registrazione e missaggio si aggiunge anche il membro del gruppo Stefano Pilia nello studio Blind Sun Crows di Bologna. La masterizzazione è stata effettuata nel giugno 2013 da Giovanni Versari a La Maestà Mastering di Tredozio, in provincia di Forlì-Cesena.
Dio delle zecche, Aspettando i barbari e Da dove sono stato sono i soli brani registrati in presa diretta.

### Promozione e distribuzione
L'annuncio della pubblicazione dell'album è avvenuto il 13 giugno 2013 attraverso un video diffuso sul canale YouTube dell'etichetta e sul sito ufficiale del gruppo.
Il singolo di lancio dell'album, intitolato La cena, è stato pubblicato il 20 settembre seguente. Il videoclip della canzone è realizzato dal fumettista Gipi.
L'album è stato pubblicato in formato CD da La Tempesta Dischi/Master Music e in formato vinile trasparente in tiratura limitata (200 copie) da Tannen Records.
Dal 23 al 29 settembre 2013 è stato diffuso in streaming in anteprima esclusiva sul sito della rivista la Repubblica XL.

### Artwork
(Dal comunicato stampa.)
La copertina del disco è il dipinto This Has Nothing To Do With You, opera di Ryan Mendoza, artista newyorkese che vive tra Berlino e Napoli.
La grafica è stata affidata a Kymatica.

### Riconoscimenti
Nell'ottobre 2014 l'album viene inserito nella rosa dei finalisti per la Targa Tenco come "album dell'anno".

## I brani
- Dio delle zecche: è una poesia del sociologo Danilo Dolci.[16][18][27]
- La cena: è il primo brano scritto per l'album.[13] Parla della famiglia di Clementi, in particolare la figura materna, e della giovinezza trascorsa a San Benedetto del Tronto, sua città natale. La Via dei Tigli[citazione 1] di cui canta si riferisce infatti a una via vicino al porto della cittadina.[13] Allo stesso modo in cui nell'album precedente è stata citata Via Vasco De Gama.[28]
- Aspettando i barbari: Secondo l'autore ha l'atmosfera de Il deserto dei Tartari di Dino Buzzati.[11]
- Dymaxion song: è dedicata all'architetto Richard Buckminster Fuller e ai suoi progetti chiamati appunto Dymaxion.[18] Viene citato anche in Da dove sono stato.[29][30] Inoltre i primi versi sono una citazione di John Cage.[16][29][citazione 2]
- La notte: inizialmente doveva essere scartato dall'album. Clementi spiega che è «un collage di persone. Ho preso un po' di qui e un po' di là, tra alcune delle persone che conosco, non per forza legate tra loro.» La notte può anche essere intesa come la morte.[11]
- Compund: è ispirata alla morte di Bin Laden.[31]
- Silvia Camagni: Il testo è ispirato al brano She's a Woman (And Now He Is a Man) dall'album Warehouse: Songs and Stories degli Hüsker Dü.[29] Silvia Camagni, amica di Clementi, ha anche collaborato con i Massimo Volume in passato.[32] Il pezzo ha assunto la forma definitiva soltanto l'ultimo giorno di missaggio, quando Stefano Pilia ha avuto l'idea di aggiungere un'altra chitarra elettrica, da Clementi definita "aperta e lirica".[33]
- Il nemico avanza: si riferisce al colonialismo e alle sue figure come Rolf Steiner, Jean Schramme, Bob Denard e Marc Goosens.[29][34] Clementi ha anche affermato che si ispirato anche a L'odore del sangue[31] di Goffredo Parise[29] e che «può essere letta come un prosieguo di Seychelles ‘81.»[31] seconda traccia dell'album del 1999 Club privé. I primi versi sono una citazione di Mao Tse Tung.[16][citazione 3]
- Da dove sono stato: Come nella traccia Dymaxion song è presente una citazione di John Cage.[16][29][citazione 4] Viene citato Richard Buckminster Fuller.[29] Clementi ha affermato che gli ricorda Walt Whitman.[18]

### Vic Chesnutt

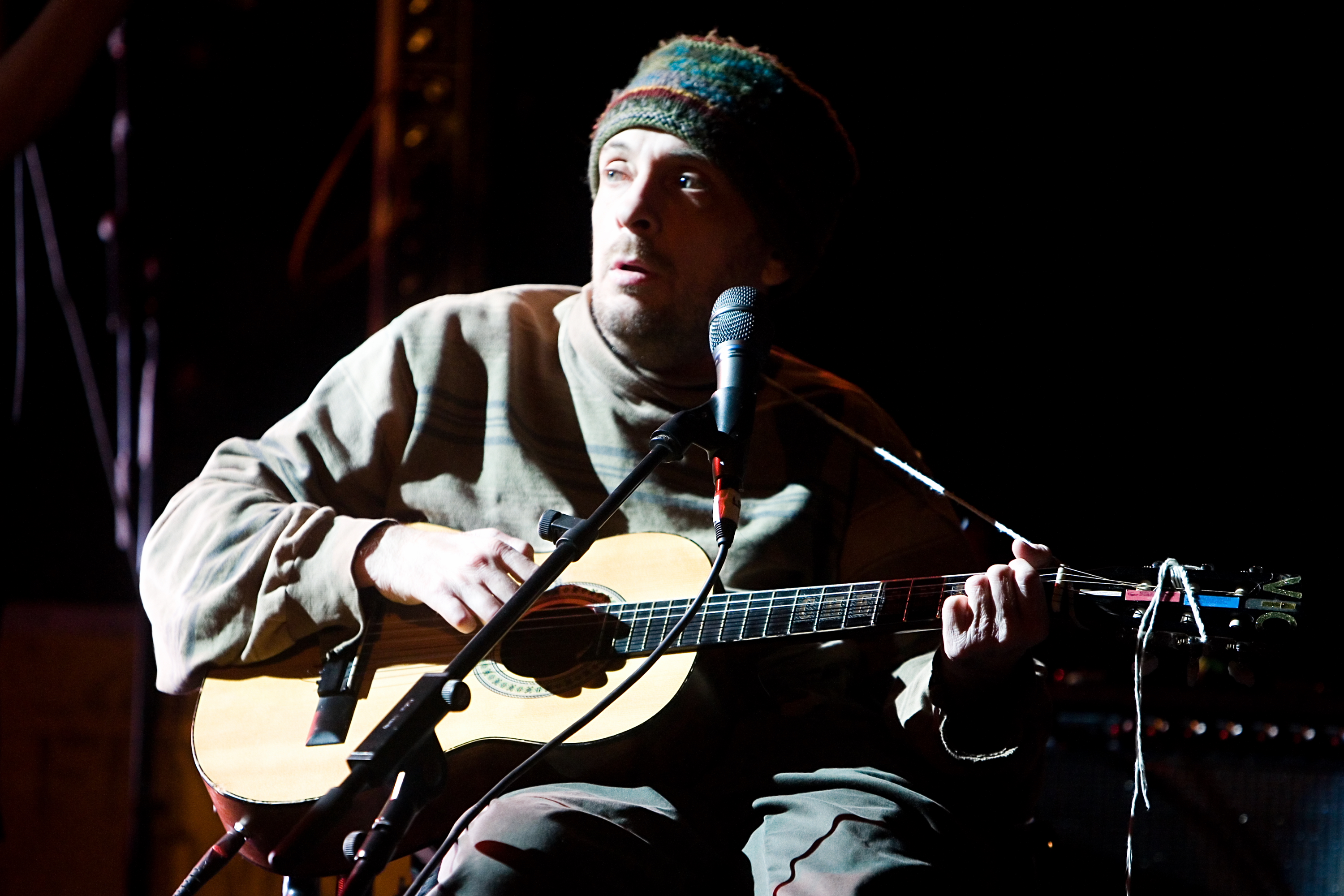
Vic Chesnutt, cantautore statunitense morto nel 2009.

Il brano Vic Chesnutt è dedicato al cantautore statunitense Vic Chesnutt e comprende numerosi riferimenti ai personaggi a cui Chesnutt si è ispirato. Si tratta del poeta Wallace Stevens, a cui Chesnutt ha dedicato l'omonima traccia tratta dall'album North Star Deserter), del musicista Jonathan Richman (erroneamente riportato come "Ritchman") e del pittore Philip Guston, come il brano omonimo dell'album At the Cut. In questo brano Vic Chesnutt urla «Bad habits», così come fa Clementi. «Bad habits» inoltre si traduce in «Cattive abitudini», titolo dell'album dei Massimo Volume del 2010.
Glue Man è invece un brano dei Fugazi tratto dall'omonimo EP del 1988. Guy Picciotto dei Fugazi è anche produttore degli album di Vic Chesnutt North Star Deserter e At the Cut.

## Tracce
Testi di Emidio Clementi, eccetto la prima traccia, musiche di Emidio Clementi, Egle Sommacal, Vittoria Burattini, Stefano Pilia.
1. Dio delle zecche – 3:55 (testo: Danilo Dolci)
2. La cena – 3:54
3. Aspettando i barbari – 4:04
4. Vic Chesnutt – 3:50
5. Dimaxyon song – 3:44
6. La notte – 4:25
7. Compound – 4:09
8. Silvia Camagni – 4:52
9. Il nemico avanza – 4:14
10. Da dove sono stato – 4:18

Durata totale: 41:25

## Formazione
I crediti dell'album sono tratti dal sito ufficiale del gruppo:

### Gruppo
- Emidio Clementi - voce, basso, sintetizzatore
- Egle Sommacal - chitarra e voce
- Vittoria Burattini - batteria, percussioni e voce
- Stefano Pilia - chitarra, basso, sintetizzatore

### Altri musicisti
- Marco Caldera - sintetizzatore (nelle tracce in Dio delle zecche e La cena), sampler (nella traccia La notte)
- Massimo Carozzi - field recording (nella traccia Da dove sono stato)